# Julius Robert von Mayer

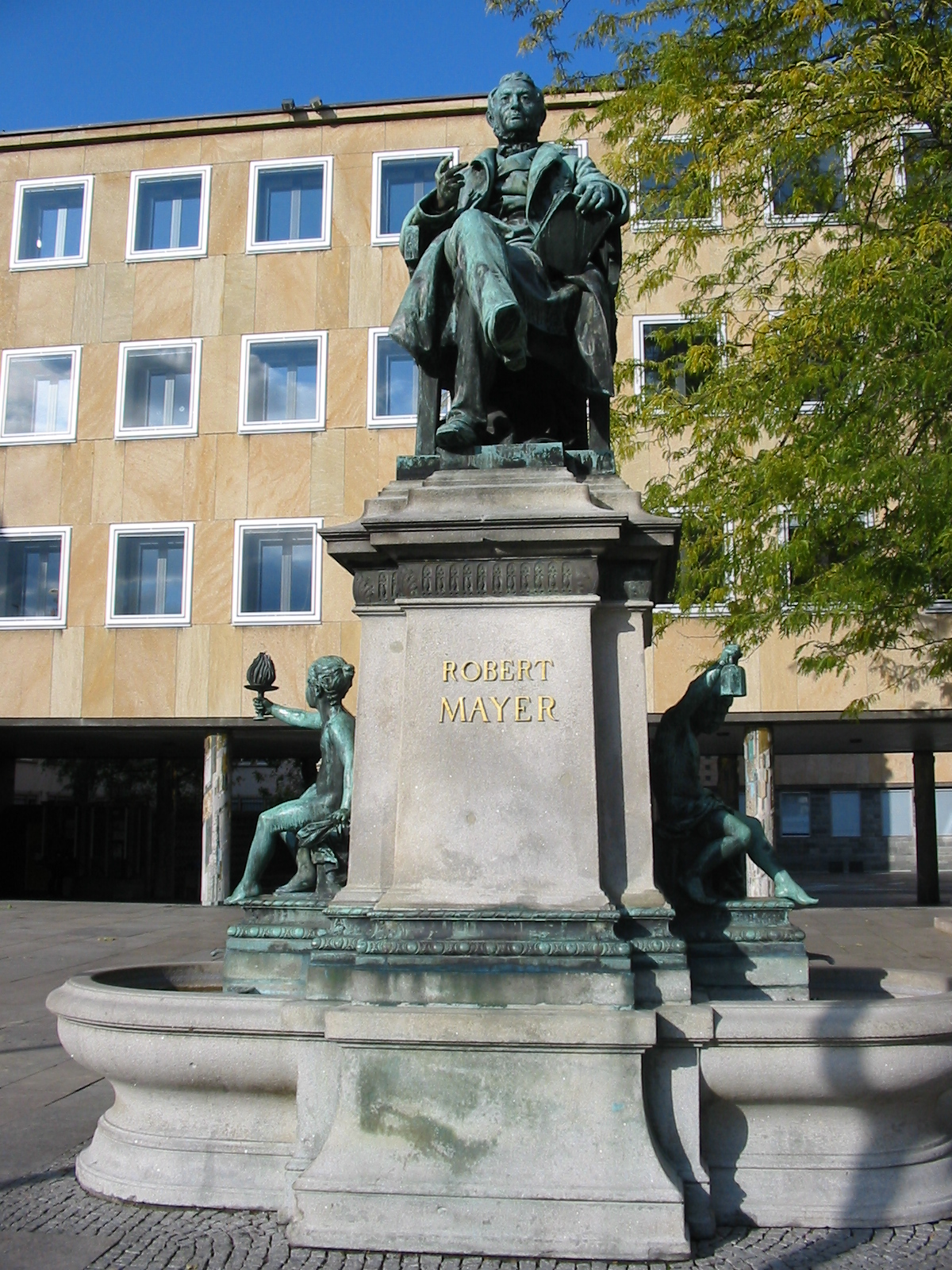
Pomník Roberta Mayera v Heilbronnu

Julius Robert von Mayer (25. listopadu 1814 Heilbronn – 20. března 1878 Heilbronn) byl německý lékař a fyzik, jeden ze zakladatelů termodynamiky. Je po něm pojmenován Mayerův vztah.
Jako první formuloval zákon zachování energie, zabýval se proměnami energie a stanovil tepelný ekvivalent mechanické energie. Popsal proces probíhající v živých organismech (dnes známý jako oxidace) jako primární zdroj energie všech organismů. Protože nebyl profesionální fyzik, byly jeho výsledky dlouho přehlíženy a priorita v objevu mechanického ekvivalentu tepla byla přisuzována Joulovi.